# Junhong Lin
Dans ce nom, le nom de famille, Junhong, précède le nom personnel.
Junhong Lin, née le 9 décembre 1990, est une coureuse cycliste chinoise spécialiste de la piste.

## Biographie
Junhong Lin participe à son premier rendez-vous international en 2009, lors de la deuxième manche de la Coupe du monde de cyclisme sur piste à Melbourne. Elle se classe quatrième du 500 mètres contre-la-montre et elle remporte la vitesse par équipes avec sa compatriote Gong Jinjie.
En 2010, elle devient avec Gong Jinjie vice-championne du monde de vitesse par équipes. Elle récidive en 2014, aux mondiaux de Cali et ajoute la médaille de bronze du tournoi de vitesse individuelle.
Aux championnats du monde 2016 à Londres, elle atteint la finale du tournoi de vitesse, mais est battue par sa compatriote Zhong Tianshi, dans une finale 100 % chinoise, une première historique pour la piste chinoise.

## Palmarès

### Championnats du monde
- Ballerup 2010
  -  Médaillée d'argent de la vitesse par équipes (avec Gong Jinjie)
- Melbourne 2012
  - 11e de la vitesse individuelle (éliminée au repêchage des 1/8e de finale)
- Cali 2014
  -  Médaillée d'argent de la vitesse par équipes
  -  Médaillée de bronze de la vitesse individuelle
- Saint-Quentin-en-Yvelines 2015
  - 5e du keirin
- Londres 2016
  -  Médaillée d'argent de la vitesse individuelle
  - 12e du keirin
- Hong Kong 2017
  - 14e de la vitesse individuelle (éliminée en 1/8e de finale)[3]
  - 25e du keirin[4]
- Pruszków 2019
  - 8e de la vitesse par équipe[5]
  - 9e du 500 mètres
  - 13e du keirin (éliminée en quart de finale)[6]
  - 20e de la vitesse individuelle (éliminée en seizième de finale)[7]

### Coupe du monde
- 2009-2010 
  - 1re de la vitesse par équipes à Melbourne (avec Gong Jinjie)
  - 1re de la vitesse par équipes à Pékin (avec Gong Jinjie)
  - 3e de la vitesse à Pékin
- 2010-2011
  - 1re de la vitesse par équipes à Pékin (avec Gong Jinjie)
  - 3e de la vitesse à Pékin
- 2011-2012
  - 3e de la vitesse à Pékin
- 2013-2014
  - 1re de la vitesse à Guadalajara
- 2014-2015
  - 1re du keirin à Cali
- 2015-2016
  - 1re de la vitesse à Hong Kong
- 2018-2019
  - 1re de la vitesse par équipes à Londres (avec Zhong Tianshi)
  - 1re de la vitesse par équipes à Kong (avec Zhong Tianshi)
  - 3e de la vitesse par équipes à Berlin
- 2019-2020
  - 2e de la vitesse par équipes à Hong Kong

### Championnats d'Asie
- Charjah 2010
  -  Championne d'Asie de vitesse par équipes (avec Gong Jinjie)
- Nakhon Ratchasima 2011
  -  Championne d'Asie de vitesse par équipes (avec Gong Jinjie)
  -  Médaillée d'argent de la vitesse individuelle
- Astana 2014
  -  Championne d'Asie de vitesse individuelle
  -  Championne d'Asie de vitesse par équipes (avec Zhong Tianshi)
- Nakhon Ratchasima 2015
  -  Championne d'Asie du keirin
  -  Médaillée d'argent de la vitesse individuelle
- Izu 2016
  -  Championne d'Asie de vitesse individuelle
- Jakarta 2019
  -  Championne d'Asie du 500 mètres
  -  Championne d'Asie de vitesse par équipes (avec Zhong Tianshi et Guo Yufang)

### Jeux Asiatiques
- Guangzhou 2010
  -  Médaillée d'argent de la vitesse
- Incheon 2014
  -  Médaillée de bronze de la vitesse
- Jakarta 2018
  -  Médaillée d'or de la vitesse par équipes (avec Zhong Tianshi)